# ITunes Originals – The Flaming Lips
iTunes Originals – The Flaming Lips – album The Flaming Lips z serii iTunes Originals, wydany 3 lipca 2007 roku. Wydawnictwo, prócz piosenek grupy, zawiera także wywiady z jej członkami. Płyta jest wydawnictwem cyfrowym, dostępnym wyłącznie poprzez iTunes Store – nigdy nie była dostępna w sklepach. Koszt albumu wynosi w sumie 11.99 dolarów, a cena jednej ścieżki, z wyjątkiem tych z wywiadami, które nie są dostępne oddzielnie, to 0.99 dolarów.

## Lista utworów
1. "iTunes Originals"
2. "Pompeii am Götterdämmerung"
3. "Body Builder Porn"
4. "Talkin' 'Bout the Smiling Deathporn Immortality Blues"
5. "Dreaming of Bad Things to Feel Good"
6. "Bad Days"
7. "The Strange Becomes Acceptable"
8. "She Don't Use Jelly"
9. "How Wayne Found the Space Bubble"
10. "Turn It On"
11. "We Should All Try Harder"
12. "Race for the Prize"
13. "A Hit for Weddings or Funerals"
14. "Do You Realize??"
15. "Introducing the Animal Band"
16. "Cow Jam"
17. "The Cat Stevens Connection"
18. "Fight Test"
19. "Body Parts On the Highway"
20. "Why Does It End?"
21. "A Children's Fable for Grown-Ups"
22. "The Yeah Yeah Yeah Song"
23. "Dreaming of Devendra"
24. "Free Radicals"
25. "Black Sabbath, Naked Women, and Voting"
26. "War Pigs"
27. "Traveling In Space While Listening to the Beatles"
28. "It Overtakes Me"